# Exetastes pilosus
Exetastes pilosus är en stekelart som först beskrevs av Carl Gustav Alexander Brischke 1892.  Exetastes pilosus ingår i släktet Exetastes och familjen brokparasitsteklar. Inga underarter finns listade i Catalogue of Life.